# Rigidezza torsionale telai
La rigidezza torsionale del telaio di un'automobile è una proprietà fondamentale che permette di valutare il comportamento dinamico del veicolo. È solitamente misurata in {\displaystyle N*m/deg}.
Tale rigidezza permette di valutare la deformazione torsionale lungo l'asse longitudinale del veicolo, anche detto asse di rollio, sotto i carichi trasferiti sul telaio da parte delle sospensioni. Un carico torsionale vengono applicate forze opposte su uno o due angoli opposti della macchina. Il telaio può essere schematizzato come una barra di torsione che connette le estremità sulle quali sono collegate le sospensioni. La rigidezza può quindi essere valutata come {\displaystyle K=G*J/l} dove:
G modulo rigidezza tangenziale
J momento d'inerzia polare della sezione
l lunghezza della barra di torsione
Poiché, in generale, è difficile conoscere il momento d'inerzia polare della sezione del telaio, è possibile valutare la rigidezza torsionale sperimentalmente. Vincolando la parte posteriore della macchina, si applica una coppia alla parte anteriore, andando a misurare gli spostamenti ottenuti dai quali, conoscendo la carreggiata, è possibile ricavare l'angolo di rotazione.
Attraverso la relazione {\displaystyle K=C/\theta }dove:
θ angolo di rotazione del telaio
C coppia applicata al telaio
Si ricava la rigidezza torsionale.
È importante avere un'elevata rigidezza del telaio per una buona tenuta su strada. Ciò consente infatti di attribuire gran parte del controllo della cinematica alle sospensioni. Il beneficio che ne deriva è la possibilità di effettuare previsioni più accurate sul comportamento dinamico della macchina e migliorarne il relativo controllo.